# Phthiria subnitens
Phthiria subnitens är en tvåvingeart som beskrevs av Friedrich Hermann Loew 1846. Phthiria subnitens ingår i släktet Phthiria och familjen svävflugor. Inga underarter finns listade i Catalogue of Life.